# Marc Hester
Marc Hester (* 28. Juni 1985) ist ein dänischer Radrennfahrer.
Hester ist vornehmlich im Bahnradsport erfolgreich. Er gewann in der Saison zusammen mit Michael Mørkøv die UIV-Cup-Rennen in Stuttgart, Berlin und Amsterdam. So konnten die beiden auch die Gesamtwertung dieser Madison-Serie für Nachwuchsfahrer für sich entscheiden. Bei der U23-Europameisterschaft in Fiorenzuela gewann er die Silbermedaille im Scratch. 2007 fuhr Hester für die niederländische Mannschaft Löwik Meubelen und ab 2009 wird er für das Continental Team Designa Køkken fahren. Im Jahr 2011 wurde er dänischer Meister im Scratch. Im Jahr 2012 gewann er zusammen mit Iljo Keisse das Sechstagerennen in Kopenhagen.
Auf der Straße fuhr Hester zwischen 2005 und 2017 für verschiedene UCI Continental Teams, ohne besondere Erfolge zu erzielen.

## Erfolge
2005
- UIV Cup Stuttgart (mit Michael Mørkøv)
- UIV Cup Berlin (mit Michael Mørkøv)
- UIV Cup Amsterdam (mit Michael Mørkøv)
- Gesamtwertung UIV Cup (mit Michael Mørkøv)
- U23-Europameister – Scratch

2011
- Dänischer Meister – Scratch

2012
- Sechstagerennen Kopenhagen (mit Iljo Keisse)

## Teams
- 2005 Team GLS
- 2007 Löwik Meubelen
- 2009 Team Designa Køkken
- 2011 Christina Watches-Onfone
- 2012 Team Concordia Forsikring-Himmerland (bis 1. Juli)
- 2013 Christina Watches-Onfone
- 2014 FireFighters Upsala CK
- 2015 One Pro Cycling
- 2017 Team Wiggins